# Панкрац Лябенвольф

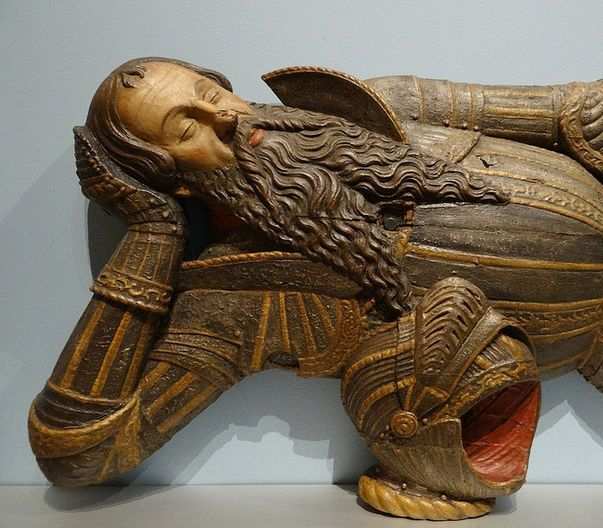
Миколай Гербурт (Одновський) 1550—1551. Дерев'яна фігура, різьблення по дереву для подальшого виготовлення бронзового надгробку, автор П. Лябенвольф, 1550—1551. Німецький Національний музей, Нюрнберг

Панкрац Лябенвольф (нім. Pankraz Labenwolf; 1492, м. Нюрнберг, нині Німеччина — 20 вересня 1563, там само) — німецький майстер-ливарник епохи Відродження.
У презбітерії Латинської катедри Львова зберігся бронзовий надгробок краківського воєводи Миколая Гербурта Одновського роботи Панкраца Лябенвольфа (1551).
Йому приписували авторство надгробка в латинській катедрі у Львові, який вважали надгробком шляхтича з роду Бучацьких гербу Абданк.